# Nikolaj Hansen (Fußballspieler)
Nikolaj Steen Hansen (* 7. April 1987 in Kopenhagen) ist ein dänischer ehemaliger Fußballspieler.

## Karriere
Seine war in der Abwehr. Hansen spielte in seiner Jugend bei Kjøbenhavns Boldklub. Sein Debüt für den FCK war am 20. September 2006 im Cup gegen Thisted FC in der 61. Minute. Sein Debüt in der Superliga war am 22. Oktober im selben Jahr, da kam er auch in der 61. Minute gegen Viborg FF ins Spiel. NIs 2022 spielte er bei verschiedenen Vereinen seines Heimatlandes.